# Aardbossen

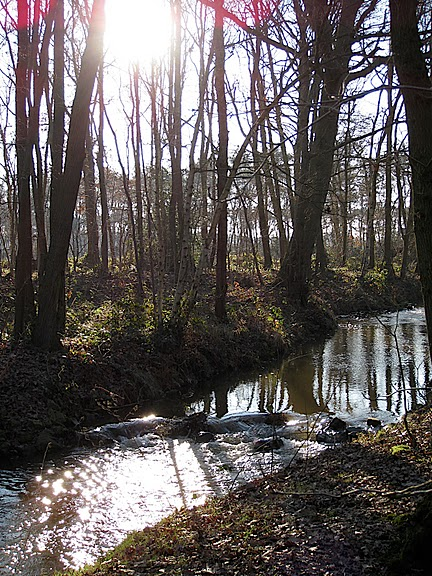
Een van de natuurlijke vistrappen in de beek de Groote Beerze stromend door de Aardbossen

De Aardbossen zijn gelegen tussen de dorpjes Westelbeers en Middelbeers in de provincie Noord-Brabant. Het bos is 1,2 km lang en varieert in breedte van 30 meter tot 150 meter. Het gebied is omringd door boerenland in de vorm van akkers en weilanden.
De naam ‘Aardbossen’ stamt uit de tijd van de ruilverkaveling (rond de jaren 50, 60 van de twintigste eeuw). ‘Woest’ land grenzend aan woonkernen werd toen ook wel ‘Aard’ genoemd. Voorbeelden hiervan zijn de Aard van Oerle en de Loonse Aard. Zo kwam het dat de ‘Aard’ aan de rand van Middelbeers Aardbossen werd genoemd.

## Bijzonder
De Aardbossen zijn niet zomaar wat bomen die bij elkaar geplant zijn. Het is een restant van een oud loofbos met oude beuken en eiken. Het grootste deel is relatief nieuw aangeplant eikenbos van voornamelijk Amerikaanse eik. Te midden van deze bomen meandert de beek ‘de Groote Beerze’. De beek, met zijn origine in België, zorgt voor voldoende water en dynamiek in het landschap. De beek wordt gevoed door regenwater en heeft dus een zeer wisselende water afvoer. De ‘Groote Beerze’ maar ook andere beken die door het Brabantse dekzand heen meanderen zorgen voor unieke ecologische situaties. De omgeving is vaak erg soortenrijk en omgeven door bos.
Door ingrijpen van de mens is er echter weinig overgebleven van deze natuurlijke dynamiek. De Beerze is voor een groot deel recht getrokken en er zijn omleidingkanalen gegraven om het water zo goed en gecontroleerd mogelijk af te voeren. Dit alles om de boeren en dus de economie in de hand te spelen.
Net voor de Aardbossen stond vroeger een stuw die het water via een omleidingkanaal om de bossen heen kon voeren bij hoog water. De bossen kregen dus niet hun natuurlijke hoeveelheid water wat niet ten goede kwam aan de biodiversiteit. De akkers om het gebied heen moesten droog zijn en andere plantensoorten dan gras waren niet gewenst.

## Bescherming
In oktober 2004 veranderde er echter veel in het beekdal van de Beerze (beek) en zo ook voor de Aardbossen. Plannen om de beek te herstellen in zijn originele loop waren erdoor en de schop kon de grond in.
De stuw voor de aardbossen werd verwijderd en in plaats van de stuw kwamen er vistrappen in de beek om de watergradiënt geleidelijker te laten verlopen. Ook mocht het water weer hoog komen te staan waardoor het gebied zijn natuurlijke ‘wilde’ en ‘moerassige’ karakter weer terug kon krijgen. De beek kon weer vrij stromen én overstromen. Dit zorgde voor een toename in biodiversiteit. De oeverwallen in de buitenbocht werden steiler wat zorgde voor natuurlijke broedplaatsen voor de ijsvogel. Door de vistrappen en de natuurlijke doorstroom kwamen ook bijzondere vissoorten weer terug.
De aangrenzende akkers werden vochtiger wat weer zorgde voor een toename aan plantensoorten.
Het gebied behoort nu samen met de Landschotseheide ofwel Kuijkseindseheide tot een van Brabants 40 Aardkundig waardevolle gebieden.